# 早川透
早川 透（はやかわ とおる、生没年不詳）は、日本の土木系都市計画技師。戦前の京都市街地や台湾の都市計画事業に尽力した人物。大分県出身。

## 略歴
1925年（大正14年）30歳で京都帝国大学工学部土木工学科を卒業。その年5月に神戸市役所都市計画部工務課に入所。1927年（昭和2年）から内務省都市計画地方委員会技師として、都市計画京都地方委員会に勤務。
1919年（大正8年）に旧都市計画法と市街地建築物法の制定を受け、台湾でも1921年（大正10年）に台湾都市計画法制定に伴う相関調査が開始される。こうして1934年（昭和9年）に都市計画法施行委員会が解説、正式に台湾都市計画法の立法関連作業が開始される。法制定の作業部隊として日本から内務省の都市計画担当の小栗忠七と早川が代表で制定に関わることになる。
1935年（昭和10年）から台湾総督府技師として台湾に赴任。総督府内務局土木技師と都市計画法施行準備委員会委員を兼任、さらに市街計画委員及び技術担当として台湾各都市の都市計画事業に着手する。
1936年（昭和11年）に台湾都市計画法制定し　同年4月に施行されるに至る。
1936年から台湾国立公園委員会委員にも就任。1937年からは台湾中央防空委員会委員で技術方面担当として防空計画の講習会講師を1940年まで担当した。その他要職には1937年以降から台湾神社臨時造営事務局、内務局防空技術担当を兼務している。